# Judaísmo reformista

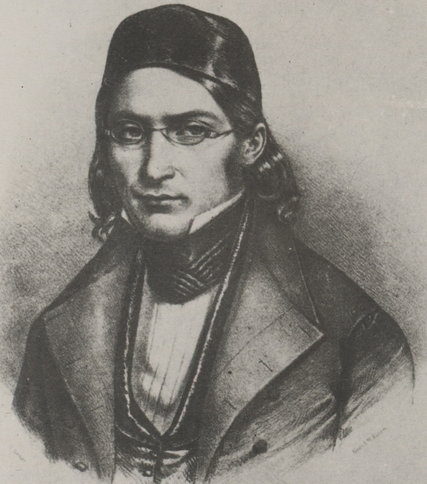
Rabino Abraham Geiger (1810-1874). Considerado «el padre del reformismo».

El Judaísmo Reformista (en hebreo: יהדות רפורמית‎ Yahadut reformit) es una de las ramas de la religión judía (judaísmo rabínico) en la actualidad, junto con el judaísmo ortodoxo y el judaísmo conservador (masortí). El Judaísmo reformista (también llamado «progresista» y «progresivo») defiende la autonomía individual en lo relativo a la interpretación de los preceptos religiosos (en hebreo: מצוות‎ mitzvot).

## Historia
El "espíritu reformista" en el Judaísmo tiene sus antecedentes en el profeta y reformador Nehemías (נחמיה) y sus reformaciones entre 431 a.e.c. y 430 a.e.c.. Incluso figuras como el Gaón de Vilna, en tiempos más recientes, mostraron actitudes de claro pensamiento reformista. Sin embargo el Judaísmo Reformista de la modernidad es una de las corrientes herederas del judaísmo progresista o liberal que aparece en Alemania durante el Siglo de las Luces, aunque hoy en día difiere significativamente de este. A su vez estas corrientes fueron influidas por la Haskalá (en hebreo: השכלה; "Iluminismo", "educación", de la raíz sejel "intelecto", "mente"), también conocida como el "iluminismo judío". La Haskalá fue el movimiento que se desarrolló en la comunidad judía europea a fines del siglo XVIII que tomó los valores del siglo de las luces, buscando una mejor integración con el entorno e incrementar la educación del hebreo, la historia judía y demás conocimientos seculares, fuera del ámbito de la escuela religiosa o yeshivá. En el Siglo XIX, en un entorno histórico de evolución hacia la emancipación de los judíos, las tensiones entre la sociedad moderna y el modo de vida de las comunidades hebreas tradicionales se agudizaron.

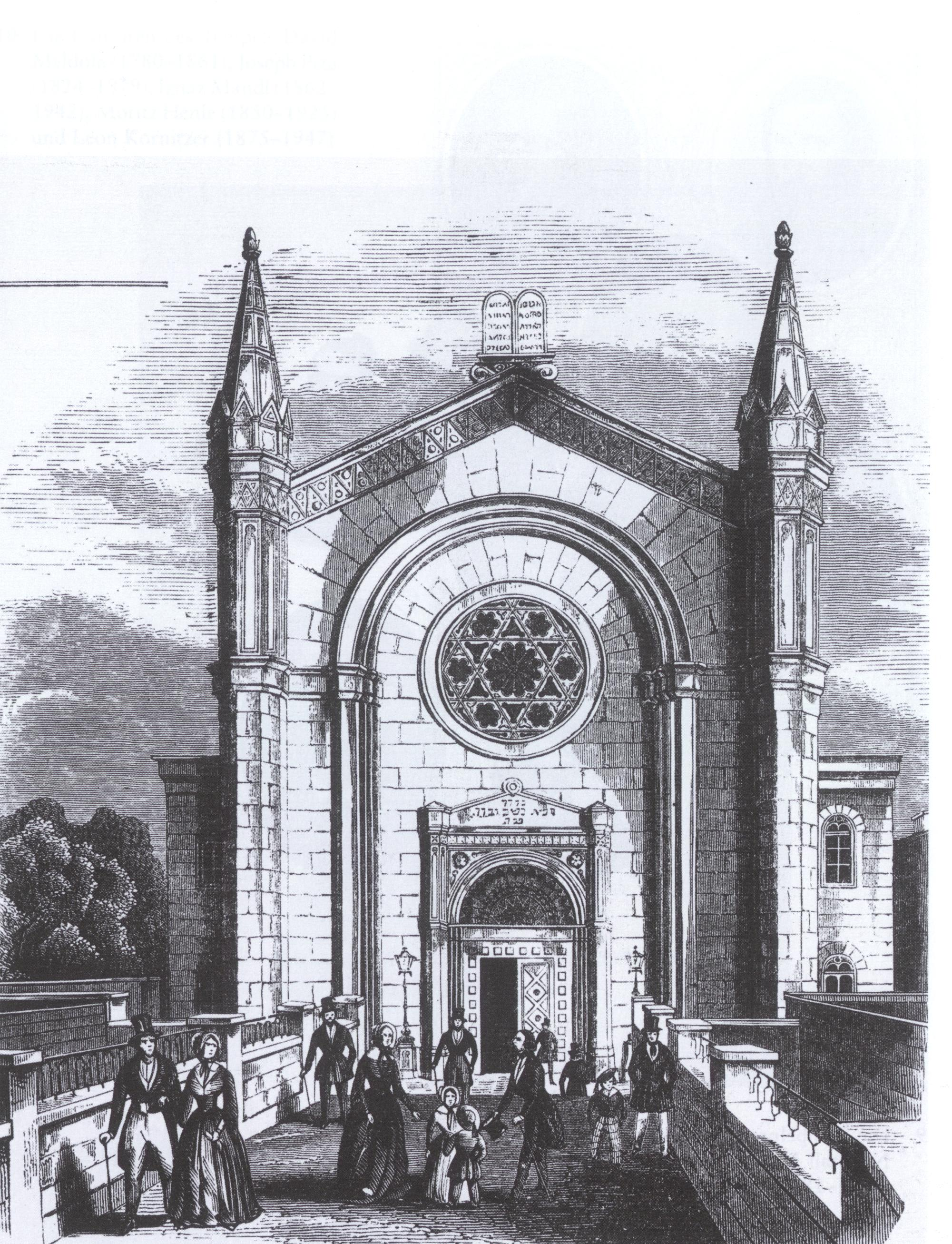
Israelitischer Tempel - Sinagoga Reformista de Poolstraße. Construida hacia 1842.

### El rabino Abraham Geiger
En ese contexto surge el rabino Abraham Geiger (1810 - 1874), conocido como "el padre del reformismo", Geiger preconizó un movimiento para la reformación del judaísmo, no de la Torá (hebreo: תורה), como algunos de sus detractores contemporáneos equívocamente alegaron, y trataría de subrayar la misión de los Judíos de difundir el monoteísmo y los preceptos (מצוות) morales y éticos de la Torá. Sin embargo, se opuso tenazmente al traslado del Shabat al domingo y se negó a oficiar ante una asamblea de fieles que había roto con la comunidad judía establecida. Geiger claramente hizo claro que sus esfuerzos no deben ser entedidos como "asimilacionistas", sino como un intento de revertir la hegemonía cristiana y establecer la presencia judía en el marco de la historia y pensamiento europeos”.

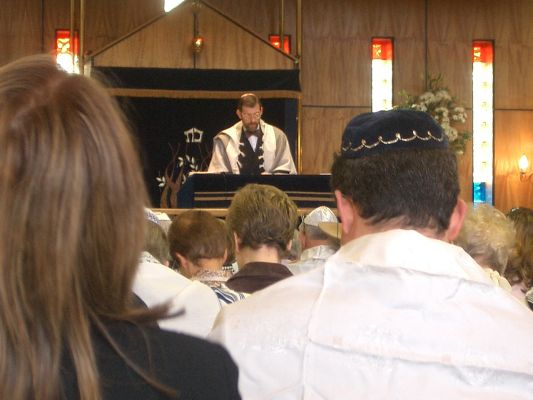
El Tikún Olam - repararación del mundo - es un sello distintivo del reformismo. Los judíos reformistas trabajan para lograr la paz, la libertad, la equidad y la justicia para toda la humanidad. Es esencial el compromiso con los ideales y valores éticos del judaísmo.

 De hecho el reformismo hizo posible que muchos judíos de la época, alejados de la práctica de la religión y otros ya convertidos al cristianismo, regresaran a la fe judaica. También previno que otros tantos terminaran convirtiéndose al cristianismo como producto de la asimilación ya generalizada en aquel entonces.

### El radicalismo de Samuel Holdheim
En ese momento nacen distintas corrientes de pensamiento que animan a los judíos a abrazar la modernidad y a mezclarse con la sociedad exterior en distintos grados. El primero que tuvo una existencia oficial fue el Movimiento Reformista, con los Jüdische Reform-Genossenschaft (Uniones Judaicas Reformistas) de Frankfurt y Berlín. Samuel Holdheim,  junto a Abraham Geiger, fue uno de los principales rabinos de ese naciente movimiento reformista, y el que tenía la visión más radical. Holdheim estaba a favor de la abolición de la circuncisión y propuso el traslado de los ritos del Shabat al domingo. La visión radical de judaísmo de Samuel Holdheim no fue abrazada por Abraham Geiger y no prevaleció en el movimiento reformista. En la actualidad el reformismo no conserva sus creencias o propuestas.

### El reformismo en la Alemania delsigloXIX
En sus comienzos el Movimiento Reformista contaba con corrientes diversas que preconizaban a veces reformaciones y reformulaciones radicales en cuanto a teología y prácticas judaicas. Basándose en el análisis histórico y en los Estudios judíos (Wissenshaft des Judentums) iniciados por Leopold Zunz (1794-1886), negaban el valor de "intocable" a la Torá y al Talmud y consideraban que algunas de las normas halájicas eran innecesariamente restrictivas, obsoletas y sin base. Se simplifica la liturgia: se utilizaron libros de oraciones (sidur) en lengua vernácula, se abreviaron los servicios y se añadió un sermón y un acompañamiento musical.

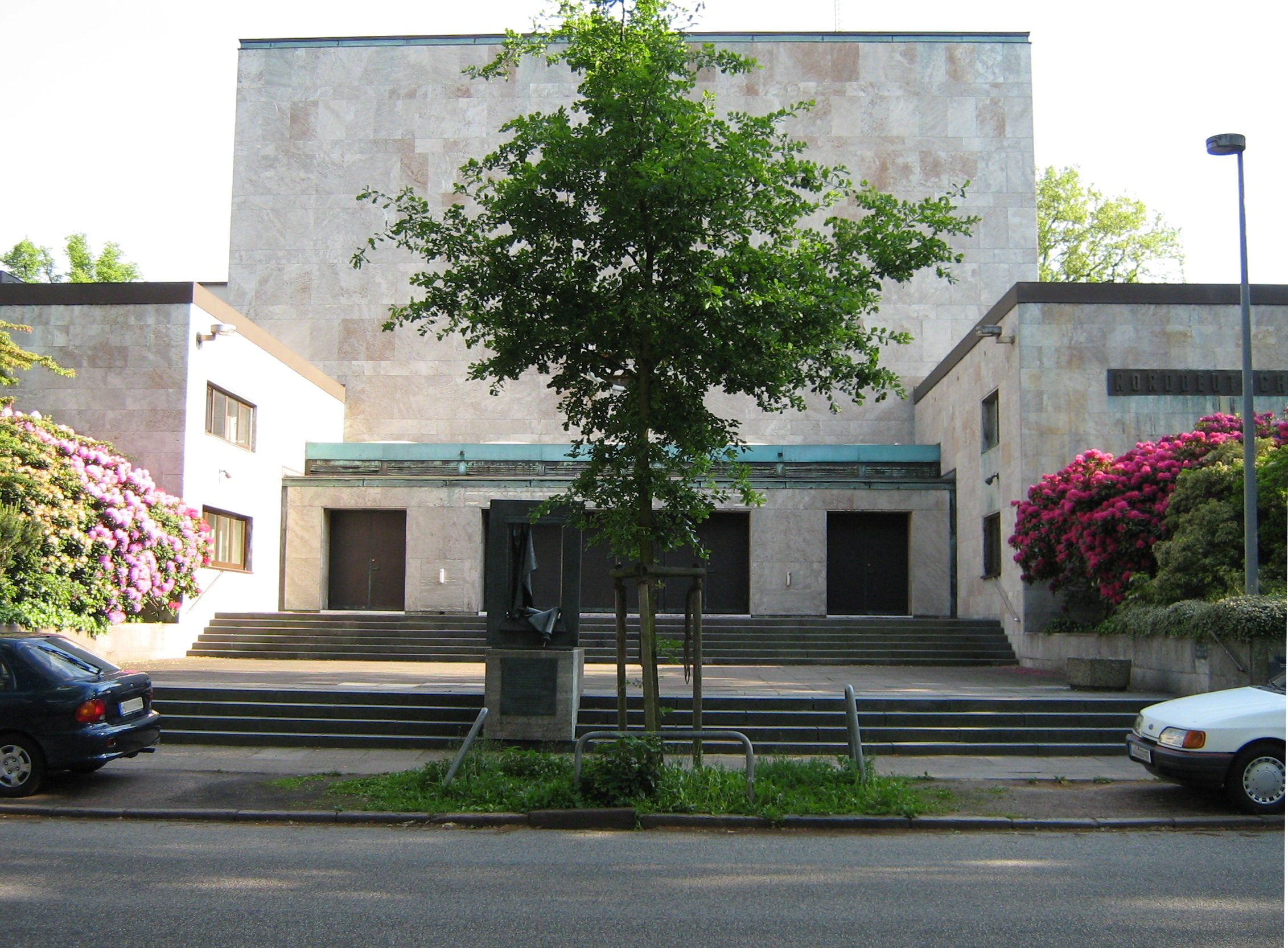
Templo Reformista Oberstraße, Hamburgo, Alemania (1931-1938)

Estas transformaciones se justificaron por medio de una visión algo Hegeliana de la historia y las escrituras judías que hacía de ellas una progresiva revelación, sustituyendo la tradicional visión de una revelación ya terminada. Los judíos ya no eran un pueblo en el exilio a la espera de su propia salvación y volcado sobre sí mismo, sino una comunidad presente en el mundo cuya misión era proclamar el monoteísmo. Se abandona la idea de reconstruir el sagrado Templo de Jerusalén y de volver con los sacrificios, así como los rezos para el restablecimiento de un Estado propio. El Movimiento Reformista en sus orígenes era antisionista y proponía la afiliación al país de residencia. A diferencia del reformismo del siglo XX y del actual que abraza férreamente el sionismo.
Esas reformaciones testimoniaban una necesidad de renovación religiosa, pero también un deseo de destacarse menos del resto de la sociedad, lo que está en el origen de algunas características que les daban un aspecto exterior: nueva indumentaria para los rabinos, se adopta "templo" junto a sinagoga  como nombres del lugar de culto y la creación de un rito de confirmación para los adolescentes.
La Unión Reformista de Berlín era la más radical, pero no todos los seguidores de este movimiento progresista deseaban cambios tan radicales. Se produjeron encuentros entre rabinos en Brunswick en 1844, en Fráncfort en 1845 y en Breslavia en 1846. No se consiguió la unanimidad y en 1854, Zecharias Frankel (1801-1875), director del seminario de Breslavia, fundó el Movimiento Masortí, llamado "Conservador", progresista pero menos radical que muchas de las Uniones Reformistas. Posteriormente el propio Movimiento Reformista dio marcha atrás en algunas de sus propuestas más radicales.

### El reformismo en la actualidad
A mediados del siglo XIX el Movimiento Reformista se implantó en América del Norte, especialmente en los Estados Unidos con el nombre de Unión para el Judaísmo Reformista (URJ), y cuenta allí con numerosos adherentes (la mayoría de los judíos practicantes manifiestos son reformistas). También se implantó en Israel, en el Reino Unido (Liberal o Reform), Union Europea, (en los Países Bajos, en Francia, en España), en América Latina y en el Caribe (Puerto Rico,  Islas Vírgenes, Cuba, Curaçao y Jamaica). A pesar de haber nacido en Alemania, el judaísmo liberal se ha convertido hoy en día en un movimiento reformista de claro predominio estadounidense.

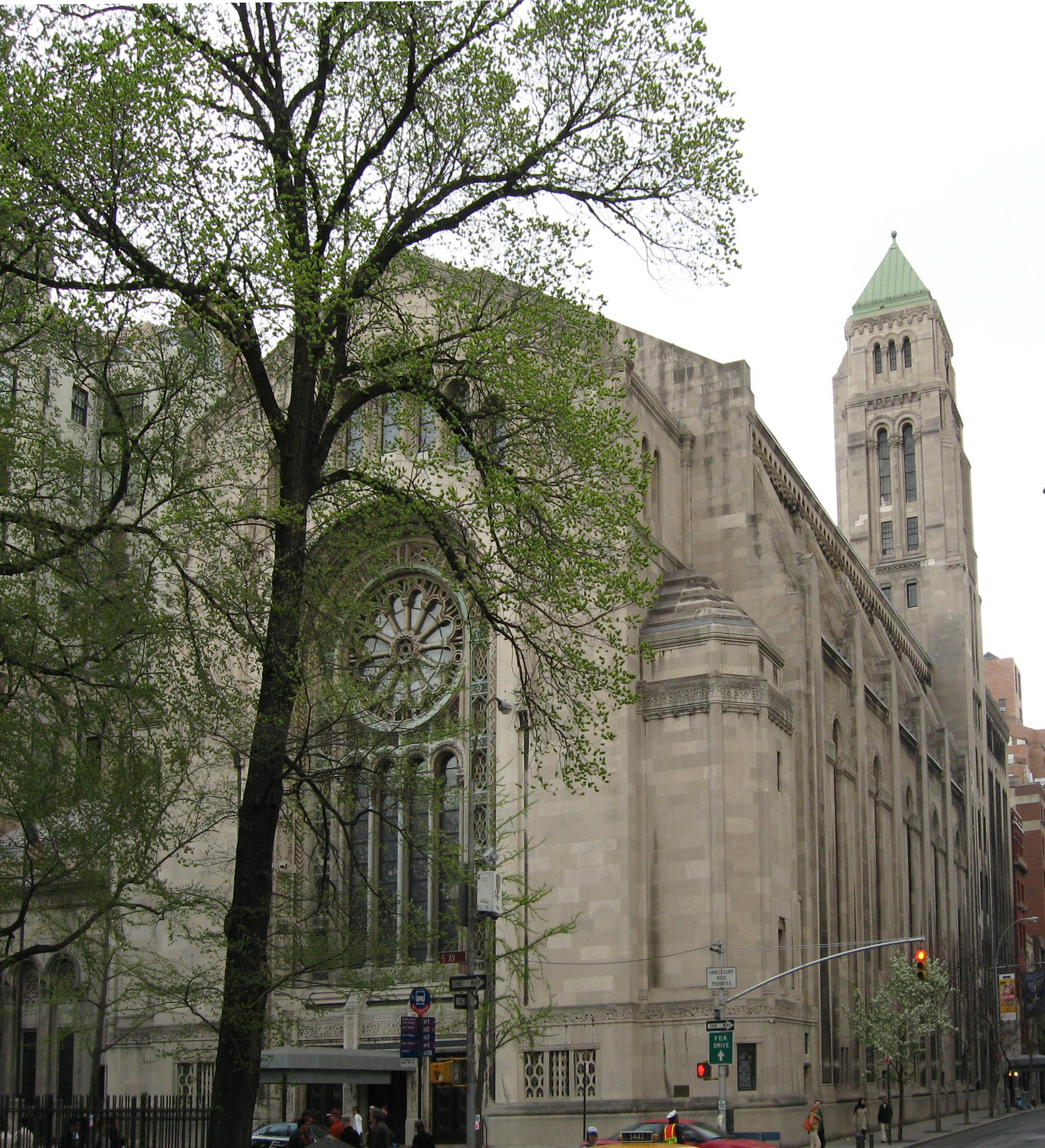
Templo Reformista Emanu-El, New York, NY. Considerada una de las sinagogas más grandes y hermosas del mundo.

 En Israel, los reformistas (al igual que los conservadores o masortíes) durante un tiempo no tuvieron un peso significativo. Sin embargo existen actualmente comunidades reformistas de gran importancia y cuya actividad crece. El reformismo israelí se agrupa bajo el Movimiento Israelí para el Judaísmo Reformista y Progresista. Las tensiones con los ortodoxos (y aún más con los jaredíes) son a veces importantes.
La mayoría de las comunidades reformistas internacionales pertenece a la Unión Mundial para el Judaísmo Progresista (World Union for Progressive Judaism), fundada en Londres en 1926, y cuya sede está en Jerusalén. La WUPJ agrupa a un millón y medio de personas en cuarenta países. En 2006 tuvo lugar la ordenación de tres rabinos en Alemania, surgidos del Colegio Abraham Geiger de Potsdam, de inspiración reformista. Son los primeros rabinos ordenados en ese país tras el nazismo.

## Principios
No pretenden ser dogmáticos. 
- La existencia, la singularidad y la unidad de Dios.
- La eternidad y la naturaleza espiritual de Dios.
- La Torá fue inspirada y es progresivamente revelada por Dios.
- La propagación del Monoteísmo Ético.
- La ciencia (תורה ומדע) deberá ser parte de la guía para un reformismo sistemático, que enfoque a la humanidad como primer objetivo. Basado en el racionalismo de Maimónides o Rambam (del acrónimo hebreo, רמב"ם).
- La afirmación de los tres pilares del Judaísmo: Dios, la Torá e Israel (a saber, el pueblo judío).
- La adaptación y respuesta del Judaísmo a los desafíos de la actualidad, como siempre lo ha hecho para poder sobrevivir. El Judaísmo ha de ser purificado y la maleza recortada.
- La llegada de la Era Mesiánica es responsabilidad de todos; judíos y no judíos.

## Práctica

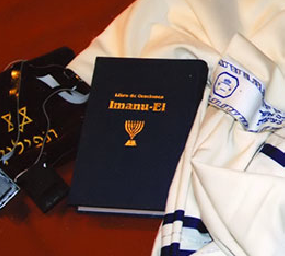
Sidur Reformista Imanu-El, Nisenbom

Entre los judíos reformistas existen los siguientes planteamientos:
- Adhesión exclusiva a la Torá y al resto del Tanaj como escritura inspirada por Dios. También son consultadas las obras de la literatura rabínica llamada "torá oral", a saber Mishná y Guemará (Talmud), el Midrash y la literatura medieval como el Mishné Torá. De igual modo se tratan con alta valoración (y de uso constante e indispensable) la Responsa y el Sidur (libro judío de oraciones). Para los reformistas la "torá oral" (y por ende la Halajá), aunque es reconocida como parte de los "textos sagrados" junto al Tanaj,[17] no es considerada como “revelación divina”, sino más bien como un conjunto de opiniones y reflexiones inspirados en la Torá "escrita" en muchos casos, con un alto grado pureza ética la cual contribuyó a sus pensadores y autores a buscar una íntima aproximación a Dios, pero no tiene un origen necesariamente divino. Por lo tanto el reformismo considera equivocados a los movimientos que le conceden autoridad definitiva a la halajá tradicional o que alegan que su abordaje sobre la halajá es la única o más auténtica expresión del Judaísmo. La Torá "escrita" es tratada como revelación progresiva o "documento vivo".

- Rechazo de la segregación sexual, defensa de los derechos de la mujer y las minorías sexuales.[18] Hombres y mujeres rezan en las sinagogas reformistas de manera conjunta. El reformismo fue el primer movimiento en comenzar la ordenación rabínica (en hebreo: סמיכה | fonética: smijá) de mujeres.

- Ausencia de integrismo en su interpretación de los preceptos (mitzvot). Dichos preceptos fueron escritos por personas influidas por su sociedad, y no debe realizarse una interpretación literalista, sino adecuada al contexto.

- Mantener un firme compromiso con la justicia social y la reparación del Mundo mediante el principio de Tikún Olam. [19]

- Considerar al Mesías judío como el símbolo de una sociedad ideal y no como una persona individual. Cuando llegue la Era mesiánica, se instaurarán en la Tierra los principios de paz y fraternidad universal.